# 天蓝变豆菜
天蓝变豆菜（学名：Sanicula coerulescens）为伞形科变豆菜属的植物，是中国的特有植物。分布在中国大陆的四川、云南等地，生长于海拔820米至1,550米的地区，多生于路旁竹林下、溪边湿地及荫湿的杂木林下，目前尚未由人工引种栽培。

## 别名
散血草（四川）